# Palestine aux Jeux paralympiques d'été de 2016
La Palestine participe aux Jeux paralympiques d'été de 2016 à Rio de Janeiro. Elle est représentée par 1 athlète en athlétisme.

## Athlétisme

### Hommes

#### Concours
| Athlète     | Catégorie | Épreuve | Qualifications | Qualifications | Finale      | Finale |
| Athlète     | Catégorie | Épreuve | Performance    | Rang           | Performance | Rang   |
| ----------- | --------- | ------- | -------------- | -------------- | ----------- | ------ |
| Husam Azzam | F53       | Poids   | -              | -              | 6,34 m      | 8e     |